# داگ لنوکس
داگ لنوکس (انگلیسی: Doug Lennox؛ زادهٔ ۱۹۳۸ میلادی) بازیگر، نویسنده و مجری رادیو اهل کانادا است.

## گزیدهٔ آثار

### سینما
- لارس و دختر واقعی (۲۰۰۷)
- مردان ایکس: آخرین ایستادگی (۲۰۰۶)
- در برابر طناب (۲۰۰۰)
- مردان ایکس (۲۰۰۰)
- دانشکده پلیس (۱۹۸۴)
- نقطه فروپاشی (۱۹۷۶)

### تلویزیون
- شکارچی حرفه‌ای (۲۰۰۲)
- به سوی جنوب (۱۹۹۶)
- آلفرد هیچکاک تقدیم می‌کند (۱۹۸۷)